# Казанская церковь (Тула)
Храм Казанской иконы Божией Матери (Казанская церковь) — православный храм в Туле, разрушенный в советское время.

## История
Первый каменный храм во имя Казанской иконы Божией Матери в Туле возводился взамен расположенной неподалёку деревянной церкви Архистратига Михаила. Строительство велось на средства царской казны протопресвитером Лукианом Кирилловым. Казанская церковь, возведённая в 1646—1649 годы была пятиглавой и относилась к распространённому в то время на Руси типу «московских» церквей, как и расположенная неподалёку Благовещенская: луковичные главки и широкая лента карниза с полукруглыми кокошниками. В Казанском храме имелся каменный двухэтажный придел: в нижнем этаже находился алтарь во имя Архистратига Михаила, а в верхнем — во имя Сергия Радонежского. На Сергиевом приделе была каменная колокольня с железными часами. В 1817 году двухэтажный придел был перестроен в одноэтажный.
Казанская церковь сильно пострадала при пожаре 1834 года. В 1838 году она была разобрана и было принято решение на этом месте построить новый храм, по проекту архитектора В. Ф. Федосеев. Значительную часть денег для строительства Казанского храма пожертвовал купец II гильдии, потомственный почётный гражданин Степан Иванович Трухин. По различным причинам возведение Казанской церкви затянулось почти на двадцать лет, и её освещение состоялось только 6 июля 1858 года. Новая колокольня была возведена в 1868 году. Основной объём храма был увенчан куполом с большими окнами и колонками между ними. На северном и южном фасадах имелись фронтоны и колонны коринфского ордера. Трёхъярусная колокольня, второй и третий ярус которой по углам украшали парные колонны, примыкала к трапезной. По своему стилю храм соответствовал позднему петербургскому классицизму. Иконы и стенную живопись для возрождённого храма выполнил академик Тимофей Егорович Мягков (1813—1865).
Наименование церкви стало основой для возникновения трёх тульских топонимов: Казанской набережной, Казанской площади и Казанской ветки железной дороги.

## Приезд Николая II
В ноябре 1914 года император Николай II, в ходу обширных посещений центральных и южных губерний империи, посетил и Тулу. Императорский поезд прибыл на Курский (ныне Московский) вокзал в десятом часу утра. После этого Николай II в открытом автомобиле отбыл в Казанскую церковь. Очевидец событий, генерал-майор Дубенский рассказывает: «Повсюду на пути царского проезда стояли толпы народа; раздавалось пение: „Боже, царя храни“, клики „ура“ … В церкви по случаю праздника введения во храм Пресвятой Богородицы была совершена в высочайшем присутствии архиепископом Тульским и Белёвским Парфением литургия. При входе во храм Государь Император был встречен словом владыки. По окончании литургии Государь Император прикладывался к местным святыням и принял от архиепископа благословение — икону».

## Реликвии
В числе ценностей Казанского храма, имевших художественно-историческое значение, была резная Казанская икона Божией Матери на серебряной доске — дар царя Алексея Михайловича и жены его Марии Ильиничны, сделанный в 1665 году «для рождения и многолетнего здравия сына своего… Симеона». Хранилась в храме и Казанская икона Божией Матери, шитая золотом и серебром по красному атласу; по преданию, она была собственноручно изготовлена и подарена храму Натальей Кирилловной, второй женой царя Алексея Михайловича, матерью Петра I. Ещё одну Казанскую икону Божией Матери прислал в Тулу митрополит Казанский Маркелл в 1698 году. Имелась также Владимирская икона Божией Матери 1597 года в богатом окладе, изготовленном в 1694 году из золота и серебра, украшенном драгоценными камнями и жемчугом.
Ещё один царский дар храму — кадило с серебряной крышкой, выполненной в форме церкви. На нём надпись: «Лето 7170 (1662) великий государь царь и великий князь Алексий Михайлович, всея Руси самодержец пожаловал сие кадило в церковь Пресвятой Владычицы нашея Богородицы и Приснодевы Марии честнаго ея образа Казанския, на Тулу». В церкви имелся напрестольный крест в чеканном серебряном позолоченном окладе, украшенный самоцветами и жемчугом, с надписью: «7165 (1657) построил благовещенский протопоп, что у Государя на сенях, Лукьян Кириллов, на Туле — в церковь пресвятыя Богородицы казанские, что на посаде».

## Советский период
В начале апреля 1922 года советская власть проводила изъятие церковных ценностей — по официальной версии, для помощи голодающим Поволжья. В списках изъятых из Казанской церкви ценностей, приведенных в газете «Коммунар» за 7 и 11 апреля 1922 года, значатся 22 серебряные ризы с икон, 2 серебряные хоругви, 12 серебряных икон, 4 крышки с Евангелий — всего более 16 пудов серебра.
18 апреля 1922 года церковный сторож, открыв колокольню и поднявшись на неё, обнаружил там икону Пресвятой Богородицы, неизвестно как туда попавшую. Прежде этой иконы он не видел. Сторож рассказал об этом настоятелю храма, и два дня в Казанской церкви служили молебен новоявленному образу. Власть же расценила происшедшее, как «шарлатанскую выходку» церковнослужителей, направленную против изъятия церковных ценностей. В ночь с 19 на 20 апреля был арестован весь клир храма, сторож, нашедший икону, а заодно и епископ Тульский и Белёвский Иувеналий. В июле 1922 года состоялся суд, обвиняемых приговорили к разным срокам заключения.
В 1923 году церковь была закрыта, а в сентябре 1924 года здание передали «Мельпромторгу». А в 1929 году Казанский храм и Старые торговые ряды разобрали на кирпич, из которого построили фабрику-кухню (ныне здание Тульского отделения Сбербанка) и школу ФЗО (фабрично-заводского обучения) оружейного завода (ныне Колледжа им.Никиты Демидова).

## Современность
В 2020 году в рамках проекта «Кибер История» была создана VR-копия Казанской церкви в реальную величину, которая доступна пользователям смартфонов и планшетов. Чтобы увидеть виртуально воссозданный храм, нужно считать с телефона или планшета QR-код и следовать инструкции. Коды доступны на навигационных стелах, расположенных на Казанской набережной и рядом с Пятницкими воротами Тульского кремля.